# Garcia Sanxes III de Pamplona
Garcia Sanxes III de Pamplona, també anomenat Garcia V de Pamplona i dit el de Nájera (d. 1020 - Atapuerca, 1054), fou rei de Pamplona (1035-1054).

## Orígens familiars
Fill tercer de Sanç III de Navarra i la reina Múnia I de Castella.
Al morir el seu pare el 1035 el testament va establir la divisió del vast regne del pare en els seus quatre fills segons la llei establerta, així el primogènit, fill bastard, Ramir va rebre el Regne d'Aragó; el segon 
Ferran va rebre el Castella; Garcia IV Sances III, tercer fill, va rebre el Regne de Navarra; i Gonçal va rebre el comtat de Ribagorça i Sobrarb.

## Relacions amb els seus germans
El 1037, quan el seu germà Ferran I de Castella sol·licita la seva ajuda per combatre el seu cunyat Beremund III de Lleó prop del riu Pisuerga, aquest l'ajuda i combaten junts contra el rei lleonès, sent vençut i mort l'últim descendent directe de Pere de Cantàbria. Aquesta mort fou decisiva pel repartiment de terres que els dos germans es feren, així Garcia IV pogué estendre els seus dominis fins prop de Santander, ocupant pràcticament tot el territori basc i Ferran I prengué el poder al Regne de Lleó.
El 1043 va vèncer el seu germanastre Ramir I d'Aragó a la batalla de Tafalla, cosa que permeté a Navarra aposerar-se d'algunes terres aragoneses i afeblir el poder aragonès. Una llegenda sense fonament històric, elaborada molt posteriorment, li atribueix la fundació, en 1043, de l'Orde de la Terrassa o de la Gerra: si hagués estat així, es tractaria del primer orde militar de la cristiandat, però la llegenda es creà, justament, per avançar l'antiguitat d'un orde de cavalleria posterior, només documentat a partir de 1403.
Aprofitant la debilitat dels regnes de taifes, es va dedicar a augment els seus domini amb bon èxit, aconseguint conquerir Calahorra el 1045.
Amb el repartiment de terres castellanes va esclatar una lluita entre Garcia IV i Ferran I de Castella, morint Garcia IV a la batalla d'Atapuerca el 15 de setembre de 1054.

## Núpcies i descendents
Es casà el 1038 amb Estefania de Foix, filla de Bernat I de Foix i Garsenda de Bigorra. D'aquest matrimoni tingueren:
- l'infant Sanç IV de Navarra (1039-1076), rei de Navarra
- l'infant Ramir de Navarra (?-1083), senyor de Calahorra
- l'infant Ferran de Navarra (?-1068), senyor de Bucesta
- l'infant Ramon de Navarra el Fratricida, senyor de Murillo i Cameros
- la infanta Ermessenda de Navarra, casada amb Fortuny Sanxes de Yarnoz.
- la infanta Major de Navarra, casada amb el comte Guy II de Mason
- la infanta Urraca de Navarra, casada amb el comte Garcia Ordóñez
- la infanta Ximena de Navarra

Així mateix tingué diversos fills bastards:
- Sanç Garcés de Navarra, senyor de Uncastillo i Sangüesa, avi del futur rei de Navarra Garcia V.[4]
- Mencia Garcés, casada amb Llop de Nájera